# Iurievca, Cimișlia
Iurievca este un sat din cadrul comunei Gradiște din raionul Cimișlia, Republica Moldova.

## Demografie

### Structura etnică
Structura etnică a localității conform recensământului populației din 2004:
| Grup etnic                    | Populație | % Procentaj |
| ----------------------------- | --------- | ----------- |
| Băștinași declarați Moldoveni | 387       | 73,57%      |
| Ucraineni                     | 118       | 22,43%      |
| Ruși                          | 16        | 3,04%       |
| Bulgari                       | 4         | 0,76%       |
| Alții                         | 1         | 0,19%       |
| Total                         | 526       |             |